# Tufuga Efi
Tupua Tamasese Tupuola Tufuga Efi (Moto'otua, 1º marzo 1938) è un politico samoano, capo di Stato di Samoa dal 2007 al 2017. Ufficialmente ha la dignità di monarca, ma avendo la carica di re il termine di cinque anni, deve essere rieletto dal parlamento nazionale, il Fono.

## Vita privata
Tupua Tamesese sono titoli nobiliari ereditati.
Figlio di Tupua Tamasese Mea'ole, primo co-regnante di Samoa, e di Irene Gustava Noua Nelson, ha iniziato gli studi ai Fratelli Maristi delle Scuole, per poi continuare al St. Patrick's College, a Wellington.
Tupua è sposato con Masiofo Filifilia Imo.

## Politica
Tupua cominciò la vita politica nel 1966, quando diventò deputato al Fono. Dal 1970 al 1972 servì come Ministro dei Lavori Pubblici, per poi diventare Primo Ministro dal 1976 al 1982, per poi ricoprire il ruolo di nuovo, per via del decesso di Va'ai Kolone.
In seguito alla morte di Malietoa Tanumafili II (11 maggio 2007), Tupua salì al potere come capo di stato ufficioso fino al 20 giugno, da quel giorno divenne Malietoa. Fu riconfermato il 19 luglio 2012.

## Albero genealogico
|                               |                                |                 | Genitori              |  |  | Nonni |  |  | Bisnonni                |  |  | Trisnonni                  |  |
|                               |                                |                 |                       |  |  |       |  |  | Tupua Tamasese Titimaea |  |  | Tupua Leasiolagi Moegagogo |  |
|                               |                                |                 |                       |  |  |       |  |  | Tupua Tamasese Titimaea |  |  | Tupua Leasiolagi Moegagogo |  |
|                               |                                | Taʻeleumete     |                       |  |  |       |  |  | Tupua Tamasese Titimaea |  |  |                            |  |
| Tupua Tamasese Lealofiaʻana I |                                |                 |                       |  |  |       |  |  | Tupua Tamasese Titimaea |  |  |                            |  |
|                               |                                | Leafinealiʻi    | Tupuola               |  |  |       |  |  |                         |  |  |                            |  |
|                               |                                | Leafinealiʻi    | Tupuola               |  |  |       |  |  |                         |  |  |                            |  |
|                               |                                | Leafinealiʻi    | …                     |  |  |       |  |  |                         |  |  |                            |  |
| Tupua Tamasese Meaʻole        |                                | Leafinealiʻi    |                       |  |  |       |  |  |                         |  |  |                            |  |
|                               |                                | …               | …                     |  |  |       |  |  |                         |  |  |                            |  |
|                               |                                | …               | …                     |  |  |       |  |  |                         |  |  |                            |  |
|                               |                                | …               | …                     |  |  |       |  |  |                         |  |  |                            |  |
| Vaʻaiga ʻAsi                  |                                | …               |                       |  |  |       |  |  |                         |  |  |                            |  |
|                               |                                | …               | …                     |  |  |       |  |  |                         |  |  |                            |  |
|                               |                                | …               | …                     |  |  |       |  |  |                         |  |  |                            |  |
|                               |                                | …               | …                     |  |  |       |  |  |                         |  |  |                            |  |
| Tupua Tamasese Tufuga Efi     |                                | …               |                       |  |  |       |  |  |                         |  |  |                            |  |
|                               | August Nilspeter Gustav Nelson | N. Nelson       |                       |  |  |       |  |  |                         |  |  |                            |  |
|                               | August Nilspeter Gustav Nelson | N. Nelson       |                       |  |  |       |  |  |                         |  |  |                            |  |
|                               | August Nilspeter Gustav Nelson | …               |                       |  |  |       |  |  |                         |  |  |                            |  |
| Olaf Frederick Nelson         | August Nilspeter Gustav Nelson |                 |                       |  |  |       |  |  |                         |  |  |                            |  |
|                               |                                | Sinagogo Masoe  | Falelaufaʻi Masoe     |  |  |       |  |  |                         |  |  |                            |  |
|                               |                                | Sinagogo Masoe  | Falelaufaʻi Masoe     |  |  |       |  |  |                         |  |  |                            |  |
|                               |                                | Sinagogo Masoe  | Viopapa Aotoʻa Tugaga |  |  |       |  |  |                         |  |  |                            |  |
| Irene Gustava Noue Nelson     |                                | Sinagogo Masoe  |                       |  |  |       |  |  |                         |  |  |                            |  |
|                               |                                | Harry Jay Moors | Henry Clay Moors      |  |  |       |  |  |                         |  |  |                            |  |
|                               |                                | Harry Jay Moors | Henry Clay Moors      |  |  |       |  |  |                         |  |  |                            |  |
|                               |                                | Harry Jay Moors | …                     |  |  |       |  |  |                         |  |  |                            |  |
| Rosabel Edith Moors           |                                | Harry Jay Moors |                       |  |  |       |  |  |                         |  |  |                            |  |
|                               |                                | Nimo Johnson    | N. Johnson            |  |  |       |  |  |                         |  |  |                            |  |
|                               |                                | Nimo Johnson    | N. Johnson            |  |  |       |  |  |                         |  |  |                            |  |
|                               |                                | Nimo Johnson    | …                     |  |  |       |  |  |                         |  |  |                            |  |
|                               |                                | Nimo Johnson    |                       |  |  |       |  |  |                         |  |  |                            |  |